# El Paranal
El Paranal är en ort i Mexiko.   Den ligger i kommunen Compostela och delstaten Nayarit, i den centrala delen av landet, 600 km väster om huvudstaden Mexico City. El Paranal ligger 86 meter över havet och antalet invånare är 518.
Terrängen runt El Paranal är huvudsakligen kuperad, men västerut är den platt. Runt El Paranal är det ganska tätbefolkat, med 54 invånare per kvadratkilometer. Närmaste större samhälle är Compostela, 19,2 km öster om El Paranal. I omgivningarna runt El Paranal växer i huvudsak lövfällande lövskog.